# Troglosiro platnicki
Espèce
Troglosiro platnicki est une espèce d'opilions cyphophthalmes de la famille des Troglosironidae.

## Distribution
Cette espèce est endémique de Nouvelle-Calédonie. Elle se rencontre dans le parc provincial de la Rivière Bleue

## Description
Le mâle holotype mesure 2,0 mm et la femelle paratype 2,14 mm.

## Étymologie
Cette espèce est nommée en l'honneur de Norman I. Platnick.

## Publication originale
- Shear, 1993 : « The genus Troglosiro and the new family Troglosironidae (Opiliones, Cyphophthalmi). » Journal of Arachnology, vol. 21, no 2, p. 81-90 (texte intégral).